# Giumbolo/Supergulp n. 2
Giumbolo/Supergulp n. 2 è un singolo discografico di Giona, pseudonimo del cantante Giorgio Marchi, pubblicato nel 1978.

## Descrizione
Giumbolo era una canzone interpretata dal personaggio animato Giumbolo, divenuta la seconda sigla finale del programma televisivo SuperGulp! e di Buonasera con... Supergulp!. Scritta da Guido De Maria e Franco Godi,.
Sul lato B è incisa Supergulp n. 2, seconda sigla della trasmissione televisiva SuperGulp! e di Buonasera con... Supergulp!, scritta dagli stessi autori e incisa da Giona.
Esistono tre differenti stampe di copertina del 45 giri, ma sempre con lo stesso numero di catalogo. A seconda dell'edizione, lato A e B vengono invertiti e la canzone "Supergulp n.2" viene indicata come "Supergulp" oppure col suo titolo esatto.
Entrambi i brani sono stati inseriti nella compilation Disco Baby e altre raccolte.

## Tracce
Lato A
1. Giumbolo – 2:45 (Guido De Maria e Franco Godi)

Lato B
1. Supergulp n. 2 – 2:30 (Guido De Maria e Franco Godi)